# Molecular Simulation
Molecular Simulation is een internationaal, aan collegiale toetsing onderworpen wetenschappelijk tijdschrift over het modelleren van moleculen.
De naam wordt in literatuurverwijzingen meestal afgekort tot Mol. Simulat.
Het wordt uitgegeven door Taylor & Francis en verschijnt maandelijks.
Het eerste nummer verscheen in 1987.